# Kustaa Rovio
Kustaa (Gustaw) Rovio (ur. 23 stycznia 1887 w Petersburgu, zm. 21 kwietnia 1938 w Kommunarce) – fiński polityk komunistyczny, radziecki działacz partyjny.

## Życiorys
W 1905 wstąpił do SDPRR, w kwietniu 1917 został szefem milicji Helsinek, po zakończeniu wojny domowej w Finlandii i przegranej komunistów udał się do Rosji radzieckiej, gdzie we wrześniu 1918 został redaktorem gazety "Słoboda" w Piotrogrodzie. Później został komisarzem 3 piotrogrodzkich fińskich kursów piechoty, a we wrześniu 1920 komisarzem 1 piotrogrodzkiej szkoły piechoty kadry dowódczej Armii Czerwonej, potem do 1927 był komisarzem międzynarodowej szkoły wojskowej i jednocześnie w 1926 sekretarzem fińskiej sekcji Północno-Zachodniego Biura WKP(b). W 1927 został prorektorem leningradzkiego oddziału Komunistycznego Uniwersytetu Mniejszości Narodowych Zachodu im. Juliana Marchlewskiego, następnie do 1929 był dyrektorem wydawnictwa "Kirja", od czerwca 1929 do 21 sierpnia 1935 sekretarzem odpowiedzialnym/I sekretarzem Karelskiego Komitetu Obwodowego WKP(b), później do lipca 1937 członkiem Rady Najwyższej RFSRR.
9 lipca 1937 został aresztowany, 21 kwietnia 1938 skazany na śmierć przez Wojskowe Kolegium Sądu Najwyższego ZSRR pod zarzutem udziału w kontrrewolucyjnej organizacji terrorystycznej i rozstrzelany. 16 lipca 1955 pośmiertnie zrehabilitowany.